# Astragalus tatlii
Astragalus tatlii — вид квіткових рослин з родини бобових (Fabaceae). Ареал охоплює такі країни: Туреччина (північно-східна Анатолія).

## Середовище
Висота проживання: 2200 метрів. Зустрічається в степу на вапняному субстраті. Основними загрозами є втрата середовища існування, спричинена людиною, та деградація, спричинені надмірним випасом худоби та заготівлею сіна.